# 沈會霖
沈會霖（？—？），字旹沛，號茶菴，湖廣德安府安陸縣紫石村人，明末清初政治人物。

## 生平
沈會霖自幼聰穎好學，崇禎十年（1637年）至崇禎十三年（1640年）間，農民軍屢攻德安府，沈會霖與諸生萬之奇、吳錫嘉等參與守城有功。崇禎十五年（1642年）壬午科湖廣鄉試第一名舉人（解元）。同年十二月，安陸縣城破，沈會霖逃避。崇禎十六年（1643年）五月，張獻忠由舒城入湖廣，陷武昌府，俘楚王朱華奎並擲入長江溺死，自稱西王，大設官吏，沈會霖降，任漢陽府知府。不久，左良玉部破張獻忠於蘄州，有諸生程天一集鄉兵二萬，於大冶夜擊農民軍，擒殺知縣奚鼎鉉。沈會霖聞風而遁，前往京師，準備上書自陳。不久，李自成破城，沈會霖困於城中，直到清軍入城後方得南逃。
清軍南下後，招攬人才，沈會霖自薦，得授山西大同府推官。秩滿，致仕歸，受聘修《安陸縣志》。

## 家族
曾祖沈彥芳，金壇縣丞，有政績，崇祀名宦。父沈光宇，諸生。